# Assunta Tartaglione
Assunta Tartaglione (Napoli, 22 agosto 1970) è una politica italiana, deputata alla Camera per il Partito Democratico durante la XVII legislatura della Repubblica Italiana.

## Biografia
Nata a Napoli il 22 agosto 1970, nel 1988 consegue il diploma di maturità al liceo classico "Onorato Fascitelli" di Isernia.
Nel 1996 consegue la laurea in giurisprudenza all'Università degli Studi di Napoli "Federico II". Successivamente collabora come avvocato in gestione contenzioso civile nello studio legale Vallefuoco a Napoli dal 1996 al 1998 e gestione contenzioso civile e del diritto del lavoro nello studio legale Scialdoni sempre a Napoli dal 1998 al 1999.
Dal 16 maggio 2000 è iscritta all'Albo professionale degli avvocati di Napoli.
Proveniente dalla Margherita, nel 2007 aderisce al neonato Partito Democratico (PD), di cui è componente della Commissione che elabora lo Statuto nazionale del partito.
Alle elezioni politiche del 2013 viene candidata alla Camera dei deputati, tra le liste del Partito Democratico nella circoscrizione Campania 1, venendo eletta deputata. Nella XVII legislatura della Repubblica è stata componente della 2ª Commissione Giustizia e del Comitato parlamentare per i procedimenti di accusa.
Il 16 febbraio 2014 viene eletta segretario regionale del PD in Campania, raccogliendo il 58,5% dei voti, superando il deputato in quota Enrico Letta Guglielmo Vaccaro, fermo al 28%.
Alle elezioni politiche del 2018 viene ricandidata alla Camera, tra le liste del PD nei collegi plurinominali Campania 1 - 01, Campania 1 - 03 e Campania 2 - 01 in seconda posizione, ma risulterà non rieletta.. Il 6 marzo 2018 si è dimessa da segretaria regionale PD campana, in seguito alla sconfitta elettorale e ai pessimi risultati ottenuti alle politiche dal PD.
Agli inizi di gennaio 2019 viene nominata consulente per le tematiche «inerenti ai rapporti con gli ordini professionali» della Regione Campania, dal presidente Vincenzo De Luca con decreto presidenziale n. 203 del 28 dicembre.

### Vita privata
È sposata con l'ortopedico Nicola Orabona, dal quale ha avuto due figli.